# 金野郡
金野郡（：／ Kŭmya gun */?）是朝鮮民主主義人民共和國咸鏡南道南部一個郡，西南鄰江原道。地勢北高南低，南部為金野江、德池江、箭灘江沖積而成的金野平原。東臨東朝鮮灣，虎島半島形成了松田灣。面積652.5平方公里，2008年人口211,140人。下分1邑、4勞動者區、50里。
高句麗時稱長嶺鎮、博平郡，王氏高麗時稱和州，1393年改稱永興（영흥）。1895年設郡。1977年改稱金野。